# 德文 (康乃狄克州米爾福德)
德文（英語：Devon）是位於美國康乃狄克州新哈芬縣的一個村落。該地的面積和人口皆未知。

## 地理
德文的座標為41°12′00″N 73°06′00″W / 41.20000°N 73.10000°W，而該地的平均海拔高度為17米（即56英尺）。